# مسجد أوغندا الوطني
مسجد أوغندا الوطني أو مسجد القذافي الوطني هو مسجد يقع في تل كمبالا في منطقة كمبالا القديمة في كمبالا في أوغندا. تم الانتهاء من بنائه في عام 2006، وهو يستوعب ما يصل إلى 15000 من المصلين، ويمكنه استيعاب 1100 شخص آخرين في المعرض، في حين أن التراس يستوعب 3500 شخص آخر. أمر ببنائه العقيد معمر القذافي زعيم ليبيا (سابقا) كهدية لأوغندا، ليخدم السكان المسلمين. يوجد في أوغندا العديد من المساجد، لكن هذا المسجد هو مسجد ناطحة سحاب.
تم افتتاح المسجد رسمياً في يونيو 2007 تحت اسم مسجد القذافي الوطني، ويضم المقر الرئيسي للمجلس الأعلى الإسلامي في أوغندا. تم تغيير اسمه إلى «المسجد الوطني الأوغندي» أو «مسجد أوغندا الوطني» في عام 2013 بعد وفاة القذافي حيث كانت الإدارة الليبية الجديدة «مترددة في إعادة تأهيل المسجد تحت الاسم القديم».

## معرض الصور
| - منظر داخلي للمسجد - منظر خارجي للمسجد - المئذنة - القبة |

## روابط خارجية
- Gaddafi National Mosque على يوتيوب
- مسجد أوغندا الوطني ، متحف أوغندا.